# Équipe de Chypre masculine de handball
Dernière mise à jour : 27 octobre 2019.
L'équipe de Chypre masculine de handball est constituée par une sélection de joueurs chypriote sous l'égide de la Fédération chypriote de handball, lors des compétitions internationales. L'équipe ne s'est jamais qualifié pour une phase finale d'une compétition majeure mais a participé une fois au Championnat des Pays émergents en 2017 qu'elle a terminé à la quatrième place. 

## Palmarès
Jeux olympiques
- Aucune participation

Championnats du monde
- Aucune participation

Championnats d'Europe
- Aucune participation

Championnats des Pays émergents
- 4e place en 2017

## Effectif actuel
Sélectionneur :  Costas Orfanou
Les 16 joueurs sélectionnés pour les éliminatoires de l'Euro 2022, le 11 janvier 2019 étaient :
| Numéro | Poste | Nom                      | Date de naissance          | Taille | Club actuel                     |
| ------ | ----- | ------------------------ | -------------------------- | ------ | ------------------------------- |
| 1      | GB    | Christophoros Nungovitch | 14 décembre 1989 (29 ans)  | 1,85 m | Spartak Moscou                  |
| 12     | GB    | Andreas Stylianou        | 20 janvier 1986 (33 ans)   | 1,83 m | Parnassos Strovolou             |
| 15     | ALG   | Andreas Fotiou           | 22 septembre 1993 (26 ans) | 1,75 m | SPE Strovolos Nicosie           |
| 14     | ALD   | Evangelos Costa          | 14 mars 1986 (33 ans)      | 1,83 m | Université Européenne de Chypre |
| 2      | DC    | Christos Chrysanthou     | 2 juin 1989 (30 ans)       | 1,91 m | SPE Strovolos Nicosie           |
| 10     | DC    | Julios Argyrou           | 14 novembre 1984 (34 ans)  | 1,86 m | AEK Athènes                     |
| 20     | DC    | Georgios Stylianou       | 13 octobre 1987 (32 ans)   | 1,90 m | Université Européenne de Chypre |
| 4      | ARG   | Georgios Christodoulou   | 28 juin 1987 (32 ans)      | 1,78 m | Parnassos Strovolou             |
| 6      | ARG   | Kyriakos Sophocleous     | 12 mars 1982 (37 ans)      | 1,88 m | Université Européenne de Chypre |
| 7      | ARG   | Loucas Paraskeva         | 4 janvier 1997 (22 ans)    | 1,88 m | Université Européenne de Chypre |
| 45     | ARG   | Xenios Kyprianou         | 5 mars 1991 (28 ans)       | 1,92 m | SPE Strovolos Nicosie           |
| 69     | ARG   | Andreas Ioannou          | 10 février 1989 (30 ans)   | 1,85 m | SPE Strovolos Nicosie           |
| 18     | ARD   | Dimitris Nikiforou       | 17 juillet 1992 (27 ans)   | 1,90 m | Parnassos Strovolou             |
| 39     | ARD   | Soteris Prountzos        | 19 décembre 1992 (26 ans)  | 1,87 m | Parnassos Strovolou             |
| 19     | PVT   | Andreas Constantinou     | 20 septembre 1986 (33 ans) | 1,80 m | Parnassos Strovolou             |